# Amtsgericht Aachen

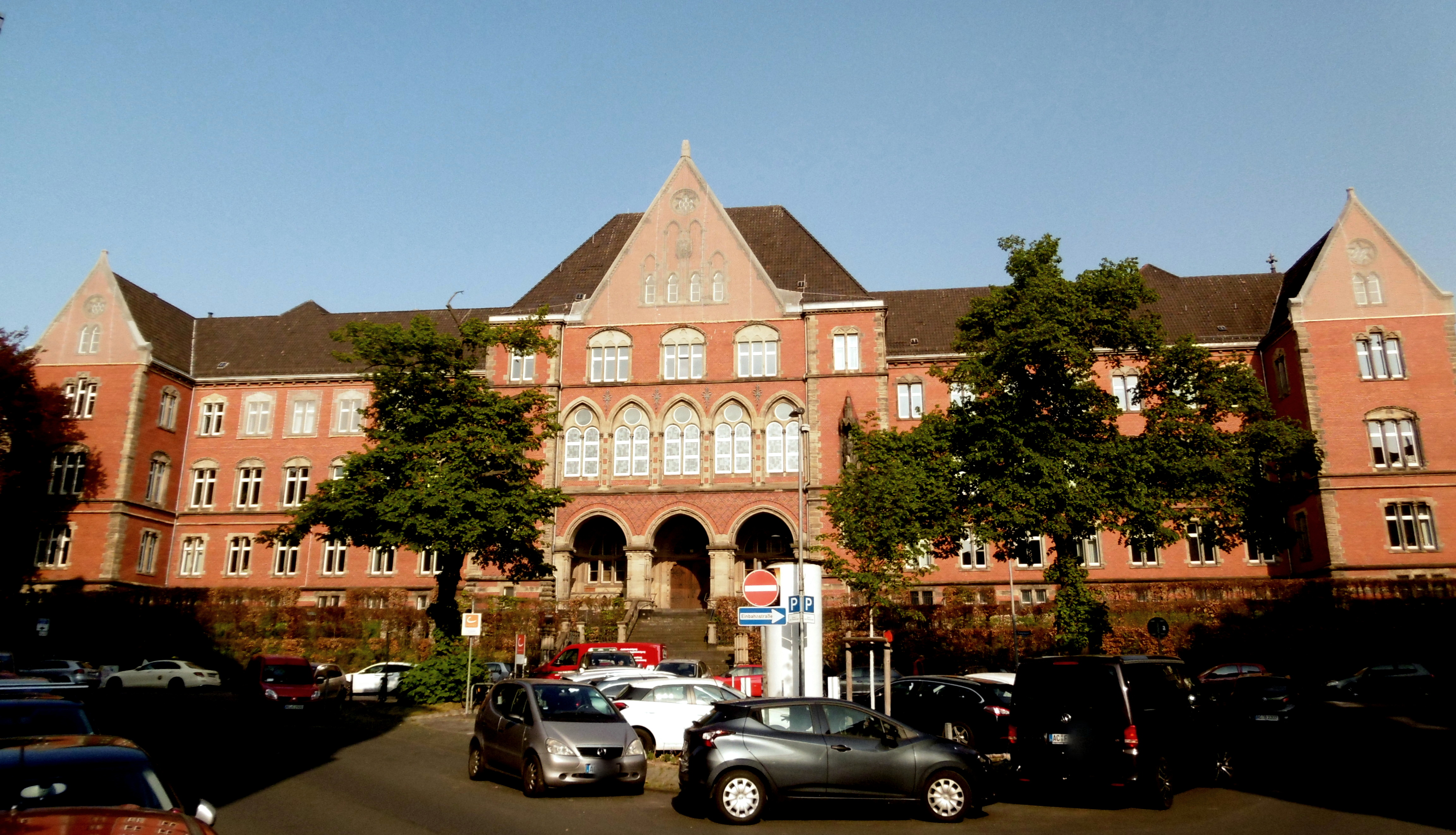
Ursprüngliches Gerichtsgebäude in der Kongressstraße (2022)

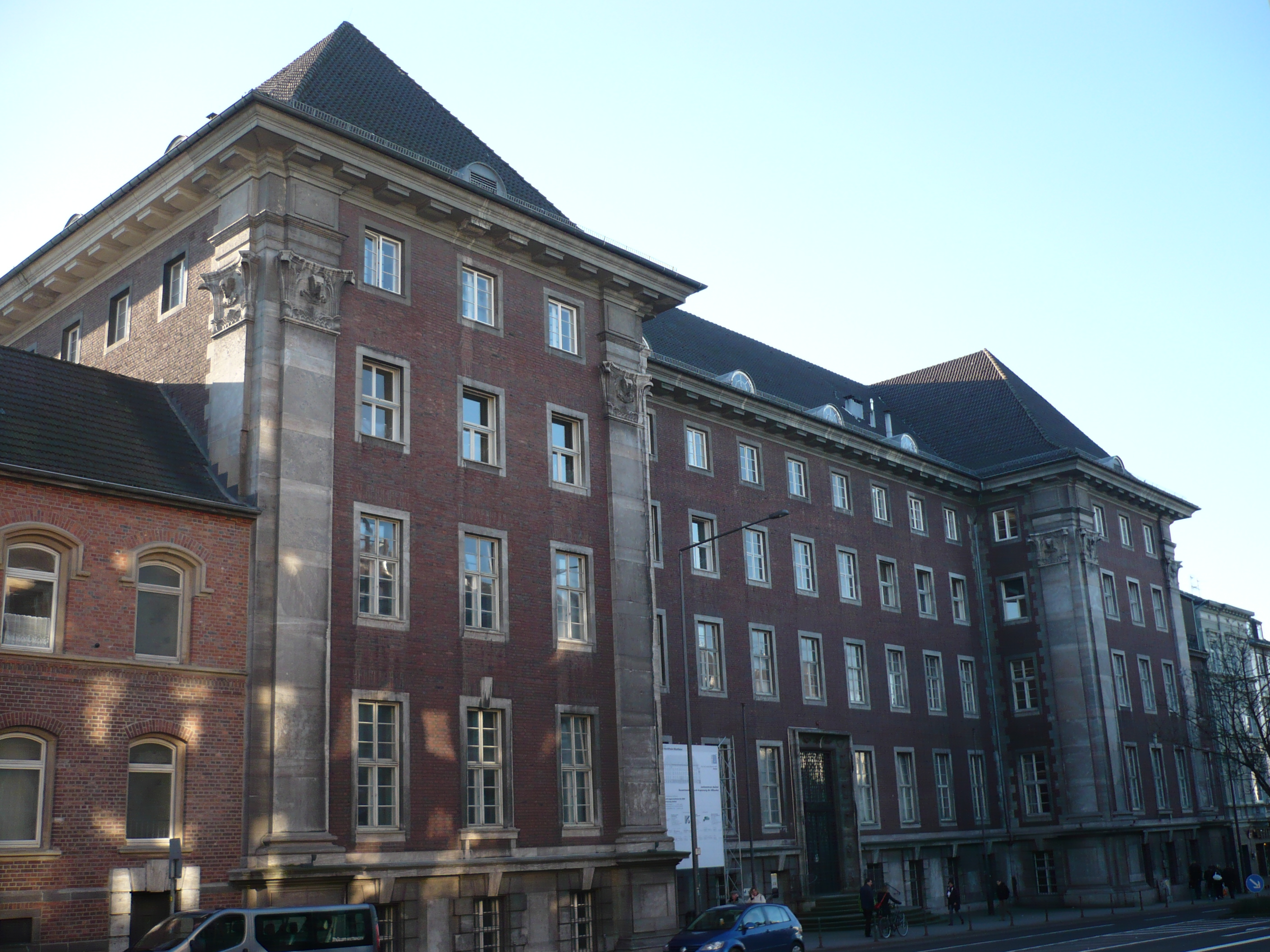
Erster Erweiterungsbau am Adalbertsteinweg (2008)

Aachen ist Sitz des Amtsgerichts Aachen, welches für die Städte Aachen, Alsdorf, Baesweiler, Herzogenrath und Würselen sowie die Gemeinde Roetgen in der Städteregion Aachen zuständig ist.

## Bezirk
In dem 327 km² großen Gerichtsbezirk leben rund 426.000 Menschen. Außerdem ist das Amtsgericht Aachen für die Landwirtschaftssachen der Amtsgerichtsbezirke Aachen, Eschweiler und Monschau zuständig. Nachbaramtsgerichte sind Eschweiler, Geilenkirchen, Jülich und Monschau.

## Übergeordnete Gerichte
Das dem Amtsgericht Aachen übergeordnete Landgericht ist das Landgericht Aachen, das wiederum dem Oberlandesgericht Köln untersteht.

## Geschichte
Bis 1879 bestand die Friedensgerichte Aachen I und Aachen II. Das königlich preußische Amtsgericht Aachen wurde mit Wirkung zum 1. Oktober 1879 als eines von 16 Amtsgerichten im Bezirk des Landgerichtes Aachen im Bezirk des Oberlandesgerichtes Köln gebildet. Der Sitz des Gerichts war Aachen. Sein Gerichtsbezirk umfasste den Stadtkreis Aachen und den Landkreis Aachen außer den Teilen, die den Amtsgerichten Eschweiler und Stolberg zugeordnet waren. Am Gericht bestanden 1880 sechs Richterstellen. Das Amtsgericht war damit das größte Amtsgericht im Landgerichtsbezirk.

## Gebäude
Das ursprüngliche Gerichtsgebäude Kongressstraße 11 entstand 1887–1888 nach einem Entwurf des Architekten und preußischen Baubeamten Karl Friedrich Endell (1843–1891), der als Oberbaudirektor im preußischen Ministerium der öffentlichen Arbeiten in Berlin wirkte.